# Chlorognesia
Chlorognesia is een geslacht van vlinders van de familie uilen (Noctuidae), uit de onderfamilie Hadeninae.

## Soorten
- C. glaucochlora Hampson, 1894
- C. lichenae Warren, 1913
- C. viridipicta Hampson, 1902